# Quyền khai sinh
Quyền khai sinh là những quyền mà một người có từ khi sinh ra, dựa trên nơi sinh hoặc thứ tự sinh trong gia đình. Quyền này bao gồm quốc tịch theo nơi sinh hoặc quốc tịch cha mẹ và quyền thừa kế tài sản từ cha mẹ hoặc người khác.
Khái niệm quyền khai sinh xuất hiện từ thời cổ đại, thường liên quan đến hệ thống gia trưởng và thứ tự sinh. Trong Kinh Thánh, quyền khai sinh gắn liền với con đầu lòng, nghĩa là con đầu lòng thừa hưởng quyền này và giữ vai trò trưởng nam. Lịch sử cho thấy, con đầu lòng hợp pháp nhận toàn bộ hoặc phần lớn di sản cha mẹ, thay vì phải chia sẻ với các con khác, con ngoài giá thú hoặc họ hàng.
Vào thế kỷ XVII, nhà hoạt động người Anh John Lilburne đã sử dụng khái niệm này để đề cập đến các quyền mà công dân Anh có thể yêu cầu từ luật pháp và các cơ quan cấp cao hơn. Tại Ấn Độ, vào thập niên 1890, nhà đấu tranh Bal Gangadhar Tilak đã phổ biến thuật ngữ này bằng cách sử dụng khẩu hiệu của đồng sự Kaka Baptista: "Swaraj (tự trị) là quyền khai sinh của tôi và tôi sẽ giành lấy nó". Từ đó, nó trở thành một khẩu hiệu chính trị.